# Hrvatske atletske lige
Državne lige u atletskim disciplinama. Bile u organizaciji HUCIPT-a (Hrvatska udruga za cestovno i planinsko trčanje), kasnije HUVA-e (Hrvatska udruga vanstadionske atletike) te naposljetku Komisije za trail, ultramaratonsko i planinsko trčanje.
Treking liga prvu sezonu imala je 2005. godine. Ekipni poredak uveden je 2019. godine.
Hrvatska trail liga (HTL) prvu sezonu imala je 2023.
Hrvatska liga planinskog trčanja prvu sezonu imala je ??.
Hrvatska atletska cestovna liga (HACL) prvu sezonu imala je ??.
Pojedinih sezona održavale su se 2. i 3. Hrvatska cestovna liga.
Jedna utrka može biti u više liga u istoj sezoni, npr. HTL i Treking liga.

## Ukupni poredak (M+Ž) – prvaci
* U zagradi je broj utrka koji je inicijalno bio u kalendaru Lige; otkazane.
** U zagradi je broj klubova/ekipa koji su nastupili na svim utrkama u sezoni, 0 ako niti jedan.
| Godina | Hrvatska atletska cestovna liga (HACL) | Hrvatska atletska cestovna liga (HACL) | Hrvatska atletska cestovna liga (HACL) | Hrvatska trail liga (HTL) | Hrvatska trail liga (HTL) | Hrvatska trail liga (HTL) | Treking liga | Treking liga | Treking liga |
| Godina | # utrka*                               | # klubova**                            | Pobjednik                              | # utrka*                  | # klubova**               | Pobjednik                 | # utrka*     | # ekipa**    | Pobjednik    |
| ------ | -------------------------------------- | -------------------------------------- | -------------------------------------- | ------------------------- | ------------------------- | ------------------------- | ------------ | ------------ | ------------ |
| 2024.  |                                        | ()                                     | AK ()                                  |                           | ()                        | AK ()                     |              | ()           | AK ()        |
| 2023.  | 17                                     | 58 ()                                  | AK Fit Zaprešić                        | 13(14)                    | 40 ()                     | AK Sljeme                 |              | ()           | AK ()        |

| Godina | Hrvatska cestovna liga | Hrvatska cestovna liga | Hrvatska cestovna liga | Hrvatska liga planinskog trčanja | Hrvatska liga planinskog trčanja | Hrvatska liga planinskog trčanja | Treking liga | Treking liga | Treking liga        |
| Godina | # utrka*               | # klubova**            | Pobjednik              | # utrka*                         | # klubova**                      | Pobjednik                        | # utrka*     | # ekipa**    | Pobjednik           |
| ------ | ---------------------- | ---------------------- | ---------------------- | -------------------------------- | -------------------------------- | -------------------------------- | ------------ | ------------ | ------------------- |
| 2022.  | 15(16)                 | 54 ()                  | AK Fit Zaprešić ()     |                                  | ()                               | AK ()                            |              | ()           | AK ()               |
| 2021.  |                        | ()                     | AK ()                  |                                  | ()                               | AK ()                            | otkazano     | otkazano     | otkazano            |
| 2020.  |                        | ()                     | AK ()                  |                                  | ()                               | AK ()                            | otkazano     | otkazano     | otkazano            |
| 2019.  | 12                     | 55 ()                  | AK Maksimir ()         |                                  | ()                               | AK ()                            | 10           | 867 ()       | Epic RG team Zagreb |
| 2018.  |                        | ()                     | AK ()                  |                                  | ()                               | AK ()                            |              |              |                     |
| 2017.  |                        | ()                     | AK ()                  |                                  | ()                               | AK ()                            |              |              |                     |
| 2016.  |                        | ()                     | AK ()                  |                                  | ()                               | AK ()                            |              |              |                     |
| 2015.  |                        | ()                     | AK ()                  |                                  | ()                               | AK ()                            |              |              |                     |
| 2014.  |                        | ()                     | AK ()                  |                                  | ()                               | AK ()                            |              |              |                     |
| 2013.  |                        | ()                     | AK ()                  |                                  | ()                               | AK ()                            |              |              |                     |
| 2012.  |                        | ()                     | AK ()                  |                                  | ()                               | AK ()                            |              |              |                     |
| 2011.  |                        | ()                     | AK ()                  |                                  | ()                               | AK ()                            |              |              |                     |
| 2010.  |                        | ()                     | AK ()                  |                                  | ()                               | AK ()                            |              |              |                     |
| 2009.  |                        | ()                     | AK ()                  |                                  | ()                               | AK ()                            |              |              |                     |
| 2008.  |                        | ()                     | AK ()                  |                                  | ()                               | AK ()                            |              |              |                     |
| 2007.  |                        | ()                     | AK ()                  |                                  | ()                               | AK ()                            |              |              |                     |
| 2006.  |                        | ()                     | AK ()                  |                                  | ()                               | AK ()                            |              |              |                     |
| 2005.  |                        | ()                     | AK ()                  |                                  | ()                               | AK ()                            |              |              |                     |

## Muškarci – prvaci
* U zagradi je broj utrka koji je inicijalno bio u kalendaru Lige; otkazane.
** U zagradi je broj klubova/ekipa koji su nastupili na svim utrkama u sezoni, 0 ako niti jedan.
| Godina | Hrvatska atletska cestovna liga (HACL) | Hrvatska atletska cestovna liga (HACL) | Hrvatska atletska cestovna liga (HACL) | Hrvatska trail liga (HTL) | Hrvatska trail liga (HTL) | Hrvatska trail liga (HTL) |
| Godina | # utrka*                               | # klubova**                            | Pobjednik                              | # utrka*                  | # klubova**               | Pobjednik                 |
| ------ | -------------------------------------- | -------------------------------------- | -------------------------------------- | ------------------------- | ------------------------- | ------------------------- |
| 2024.  |                                        | ()                                     | AK ()                                  |                           | ()                        | AK ()                     |
| 2023.  | 17                                     | 33 ()                                  | AK Fit Zaprešić ()                     | 13(14)                    | 15 ()                     | AK Zabok ()               |

| Godina | Hrvatska cestovna liga | Hrvatska cestovna liga | Hrvatska cestovna liga | Hrvatska liga planinskog trčanja | Hrvatska liga planinskog trčanja | Hrvatska liga planinskog trčanja |
| Godina | # utrka*               | # klubova**            | Pobjednik              | # utrka*                         | # klubova**                      | Pobjednik                        |
| ------ | ---------------------- | ---------------------- | ---------------------- | -------------------------------- | -------------------------------- | -------------------------------- |
| 2022.  |                        | ()                     | AK ()                  |                                  | ()                               | AK ()                            |
| 2021.  |                        | ()                     | AK ()                  |                                  | ()                               | AK ()                            |
| 2020.  |                        | ()                     | AK ()                  |                                  | ()                               | AK ()                            |
| 2019.  |                        | ()                     | AK ()                  |                                  | ()                               | AK ()                            |

## Žene – prvakinje
* U zagradi je broj utrka koji je inicijalno bio u kalendaru Lige; otkazane.
** U zagradi je broj klubova/ekipa koji su nastupili na svim utrkama u sezoni, 0 ako niti jedan.
| Godina | Hrvatska atletska cestovna liga (HACL) | Hrvatska atletska cestovna liga (HACL) | Hrvatska atletska cestovna liga (HACL) | Hrvatska trail liga (HTL) | Hrvatska trail liga (HTL) | Hrvatska trail liga (HTL) |
| Godina | # utrka*                               | # klubova**                            | Pobjednik                              | # utrka*                  | # klubova**               | Pobjednik                 |
| ------ | -------------------------------------- | -------------------------------------- | -------------------------------------- | ------------------------- | ------------------------- | ------------------------- |
| 2024.  |                                        | ()                                     | AK ()                                  |                           | ()                        | AK ()                     |
| 2023.  | 17                                     | 21 ()                                  | AK Fit Zaprešić                        | 13(14)                    | 9 ()                      | AK Sljeme                 |

| Godina | Hrvatska cestovna liga | Hrvatska cestovna liga | Hrvatska cestovna liga | Hrvatska liga planinskog trčanja | Hrvatska liga planinskog trčanja | Hrvatska liga planinskog trčanja |
| Godina | # utrka*               | # klubova**            | Pobjednik              | # utrka*                         | # klubova**                      | Pobjednik                        |
| ------ | ---------------------- | ---------------------- | ---------------------- | -------------------------------- | -------------------------------- | -------------------------------- |
| 2022.  |                        | ()                     | AK ()                  |                                  | ()                               | AK ()                            |
| 2021.  |                        | ()                     | AK ()                  |                                  | ()                               | AK ()                            |
| 2020.  |                        | ()                     | AK ()                  |                                  | ()                               | AK ()                            |
| 2019.  |                        | ()                     | AK ()                  |                                  | ()                               | AK ()                            |

## Vanjske poveznice
- Cestovno, trail i brdsko trčanje_rezultati, cestovno-trcanje.com  Arhivirana inačica izvorne stranice od 15. srpnja 2024. (Wayback Machine)
- hrvatska-atletika.com_rezultati